# Piper macropiper
Piper macropiper är en pepparväxtart som beskrevs av Thomas Pennant. Piper macropiper ingår i släktet Piper och familjen pepparväxter. Utöver nominatformen finns också underarten P. m. macrophylla.